# Classic Odyssey
《Classic Odyssey》는 대한민국의 음악 그룹 SG 워너비의 컴필레이션 앨범이다. 앨범 제작 비용으로만 이례적으로 10억을 투자했고, 130인조 오케스트라, 코러스를 동원했다. 70~90년대의 〈비 오는 날의 수채화〉(강인원), 〈내 마음의 보석상자〉(해바라기), MBC 대학가요제 대상 수상 곡 〈꿈의 대화〉 등 곡들을 비롯해 옥주현과 듀엣으로 화제를 모은 〈유리창엔 비〉 등 10대에서부터 50대까지 함께 즐겨 들을 수 있는 앨범으로 제작했다.
또한 세 멤버 어느 쪽에도 편향 되어 있지 않은 파트분배로 호평을 받기도 하는 앨범이다.

## 뮤직비디오
내 마음의 보석상자와 꿈의대화의 뮤직비디오가 제작되었다.

## 대표곡
내 마음속의 보석상자
가수 해바라기의 곡을 리메이크 하였다. Music Video Edit Ver도 있어 앨범에는 두곡이 수록되었다.
꿈의 대화
MBC 대학가요제대상 수상곡을 리메이크하였다. Acoustic Ver이 있어 두곡이 수록되었다.

## 수록곡
1. 내 마음의 보석상자
2. 비 오는 거리
3. 꿈의 대화 (R&B Soul Ver.)
4. 사랑의 썰물
5. 유리창엔 비
6. 소녀
7. 이별 아닌 이별
8. 사랑과 우정사이
9. 비 오는 날의 수채화
10. 눈물나는 날에는
11. 혜화동
12. 종이학
13. 가을사랑
14. 단발머리
15. 내 마음의 보석상자 (Music Video Edit Ver.)
16. 꿈의 대화 (Acoustic Ver.)

- 6번 트랙 '소녀'는 채동하의 솔로곡이고, 10번 트랙 '눈물 나는 날에는'은 김용준의 솔로곡, 13번 트랙 '가을사랑'은 김진호의 솔로곡이다.